# Liste de records du monde masculins du 1 000 mètres en patinage de vitesse sur piste courte
Cette page contient l'historique des records du monde masculins du 1 000 m en patinage de vitesse sur piste courte tels qu'ils sont reconnus par l'Union internationale de patinage.
| Nom                   | Temps          | Date             | Lieu           |
| --------------------- | -------------- | ---------------- | -------------- |
| Michael Richmond      | 1 min 38 s 72  | 28 mars 1981     | La Haye        |
| Guy Daignault         | 1 min 37 s 91  | 4 avril 1982     | Moncton        |
| Louis Grenier         | 1 min 36 s 55  | 17 mars 1985     | Amsterdam      |
| Guy Daignault         | 1 min 34 s 79  | 6 avril 1986     | Chamonix       |
| Peter van der Velde   | 1 min 32 s 83  | 16 janvier 1988  | Budapest       |
| Tsutomu Kawasaki      | 1 min 31 s 80  | 18 mars 1990     | Amsterdam      |
| Kim Ki-hoon           | 1 min 30 s 76  | 20 février 1992  | Albertville    |
| Michael McMillen      | 1 min 28 s 47  | 4 avril 1992     | Denver         |
| Marc Gagnon           | 1 min 28 s 230 | 4 avril 1997     | Séoul          |
| Fabio Carta           | 1 min 27 s 454 | 24 janvier 1999  | Oberstdorf     |
| Kim Dong-sung         | 1 min 27 s 307 | 5 décembre 1999  | Changchun      |
| Jeff Scholten         | 1 min 26 s 970 | 5 mars 2000      | Calgary        |
| Steve Robillard       | 1 min 25 s 985 | 14 octobre 2001  | Calgary        |
| Jean-François Monette | 1 min 25 s 662 | 9 mars 2003      | Calgary        |
| Li Jiajun             | 1 min 24 s 674 | 14 février 2004  | Bormio         |
| Michael Gilday        | 1 min 23 s 815 | 14 octobre 2007  | Calgary        |
| Charles Hamelin       | 1 min 23 s 454 | 18 janvier 2009  | Montréal       |
| Kwak Yoon-gy          | 1 min 23 s 007 | 21 octobre 2012  | Calgary        |
| Semen Elistratov      | 1 min 22 s 607 | 6 février 2016   | Dresde         |
| Hwang Dae-heon        | 1 min 20 s 875 | 12 novembre 2016 | Salt Lake City |